# أبو القعايد (جازان)
قرية أبو القعايد أو أبو القعائد، إحدى قرى منطقة جازان وهي قرية سكنية تابعة لبلدية محافظة صبيا جنوب غرب المملكة العربية السعودية، تبعد 20 كم باتجاه الشمال الغربي من مدينة صبيا.

## الموقع
تقع قرية أبو القعايد قريباً من وادي بيش الذي يبعد عنها باتجاه الغرب أقل من كيلومتر واحد، وتبعد حوالي ستون كيلومترا بالاتجاه الشمالي الشرقي من مدينة جازان، عند خط طول 42 درجة وخط العرض 17 درجة.

## وصلات خارجية
- بيانات المجلس البلدي من الأمانة العامة لشؤون المجالس البلدية.[وصلة مكسورة]
- حصر الخدمات بالمدن والقرى بمنطقة جازان.
- دليل الخدمات بمنطقة جازان.
- مصلحة الإحصاءات العامة والمعلومات.